# كأس إيطاليا 1966–67
كأس إيطاليا 1966–67 (بالإيطالية: Coppa Italia 1966-1967)‏ هو الموسم 20 من كأس إيطاليا. أقيم خلال الفترة 3 سبتمبر 1966 وحتى 14 يونيو 1967، وأشرف على تنظيمه Lega Nazionale Professionisti ‏، وكان عدد الأندية المشاركة فيه 38، وفاز فيه إيه سي ميلان.